# أوستين هيدجيز
أوستين هيدجيز (بالإنجليزية: Austin Hedges)‏ هو لاعب كرة قاعدة أمريكي، ولد في 18 أغسطس 1992 في سان جوان كابيسترانو في الولايات المتحدة.

## وصلات خارجية
- أوستين هيدجيز على موقع دوري كرة القاعدة الرئيسي (الإنجليزية)
- أوستين هيدجيز على موقعبيزبول رفرنس.كوم (الدوري الرئيسي) (الإنجليزية)
- أوستين هيدجيز على موقعبيزبول رفرنس.كوم (الدوري الثانوي) (الإنجليزية)
- أوستين هيدجيز على موقع إي إس بي إن.كوم (أم.أل.بي) (الإنجليزية)
- أوستين هيدجيز على موقع مشجعي الرسوم البيانية (الإنجليزية)